# Scotopteryx extrapunctata
Scotopteryx extrapunctata är en fjärilsart som beskrevs av Franz Dannehl 1933. Scotopteryx extrapunctata ingår i släktet backmätare, och familjen mätare. Inga underarter finns listade.